# Marek Plawgo
Marek Plawgo, född 25 februari 1981 i Ruda Śląska, Polen, är en polsk friidrottare som tävlar på 400 meter häck. 
Vid OS 2004 kom han på sjätte plats. Plawgo tog silver i EM i friidrott 2006 i Göteborg. Han satte både nytt personligt rekord och polskt rekord med sitt bronslopp vid VM i friidrott 2007 i Osaka med tiden 48,12. Han var även med i det polska lag som blev bronsmedaljörer på 4 x 400 meter vid samma mästerskap. 
Han deltog vid Olympiska sommarspelen 2008 där han slutade på en sjätte plats på 400 meter häck på tiden 48,52.